# Ophiusa salmus
Ophiusa salmus är en fjärilsart som beskrevs av Achille Guenée 1852. Ophiusa salmus ingår i släktet Ophiusa och familjen nattflyn. Inga underarter finns listade i Catalogue of Life.